# Ruben Gerczikow
Ruben Gerczikow (* 18. Januar 1997 in Frankfurt am Main) ist ein deutscher Publizist und Autor. Von 2019 bis 2021 war er Vizepräsident der European Union of Jewish Students sowie der Jüdischen Studierendenunion Deutschlands. Er veröffentlicht zu den Themenfeldern Rechtsextremismus, Islamismus, Antisemitismus und Verschwörungsideologien.

## Leben
Gerczikows Großeltern sind Überlebende des Holocaust. Er wuchs in Frankfurt auf und ist dort Mitglied der jüdischen Gemeinde. Er studierte Publizistik und Kommunikationswissenschaft in Wien. Gerczikow veröffentlichte Textbeiträge in der Welt, dem Spiegel, dem Tagesspiegel, der taz, in der Frankfurter Rundschau, und in der Jüdischen Allgemeinen,  Zudem hält er Vorträge zu den Themen Antisemitismus, Verschwörungsideologien, Rechtsextremismus und jüdischem Widerstand. Gerczikow hat ein Jahr für das American Jewish Committee in Berlin gearbeitet.

## Wirken
Im Sommer 2019 machte Gerczikow auf die rechtsextremem Aufkleber und Tags im Frankfurter Westend aufmerksam. In der Nähe der Jüdischen Gemeinde Frankfurt wurden vermehrt Aufkleber der Identitären Bewegung und Aufkleber aus einschlägigen Neonazi-Shops angebracht. Die Stadt Frankfurt reagierte darauf und ließ die Aufkleber entfernen. Im Dezember 2019 machte Gerczikow erneut auf die neonazistische und rassistische Aufkleber im Westend aufmerksam. Im Sommer 2020 wies Gerczikow auch auf rechtsextreme Aufkleber im Berliner Bezirk Charlottenburg-Wilmersdorf hin. Aufgrund seiner Recherchen und seiner Veröffentlichungen reichte die Fraktion von Bündnis 90/Die Grünen einen Antrag ein, der das Ordnungsamt stärker in die Pflicht nimmt. Der für Ordnungsangelegenheiten zuständige Ausschuss der Bezirksverordnetenversammlung stimmte dem Antrag mehrheitlich zu.
Im Herbst 2019 beobachtete Gerczikow den Auftritt des palästinensischen Rapper-Duos Shadi Al-Bourini und Shadi Al-Najjar vor dem Brandenburger Tor. Er führte ein Schild mit der Aufschrift „Kein Platz für Antisemitismus“ mit sich. Das Schild wurde von der Polizei Berlin als Provokation gewertet und beschlagnahmt.
Im Rahmen der Coronavirus-Pandemie besuchte Gerczikow verschiedene angemeldete und spontane Demonstrationen in Berlin und Wien. Er berichtete von Querdenken-Demonstrationen und analysierte die Telegram-Kanäle von bekannten Verschwörungsideologen wie Attila Hildmann, Oliver Janich, Xavier Naidoo oder von bekannten rechten Netzaktivisten.
Anlässlich des ersten Jahrestages des Anschlags von Halle 2019 startete die JSUD eine Spendenaktion für die Betreiber des Kiez-Döner İsmet und Rifat Tekin. Weltweit berichteten Medien über die Spendenaktion, bei der am Ende knapp 30.000 Euro zusammenkamen. Gerczikow arbeitete gemeinsam mit der JSUD-Geschäftsführerin Noa Luft an der Spendenaktion. Gemeinsam mit Base Berlin und der Initiative 9. Oktober organisierten die jüdischen Studierenden eine Gedenkkundgebung in Halle, an der über 200 Menschen teilnahmen, und überreichten den Gebrüdern Tekin das Geld.

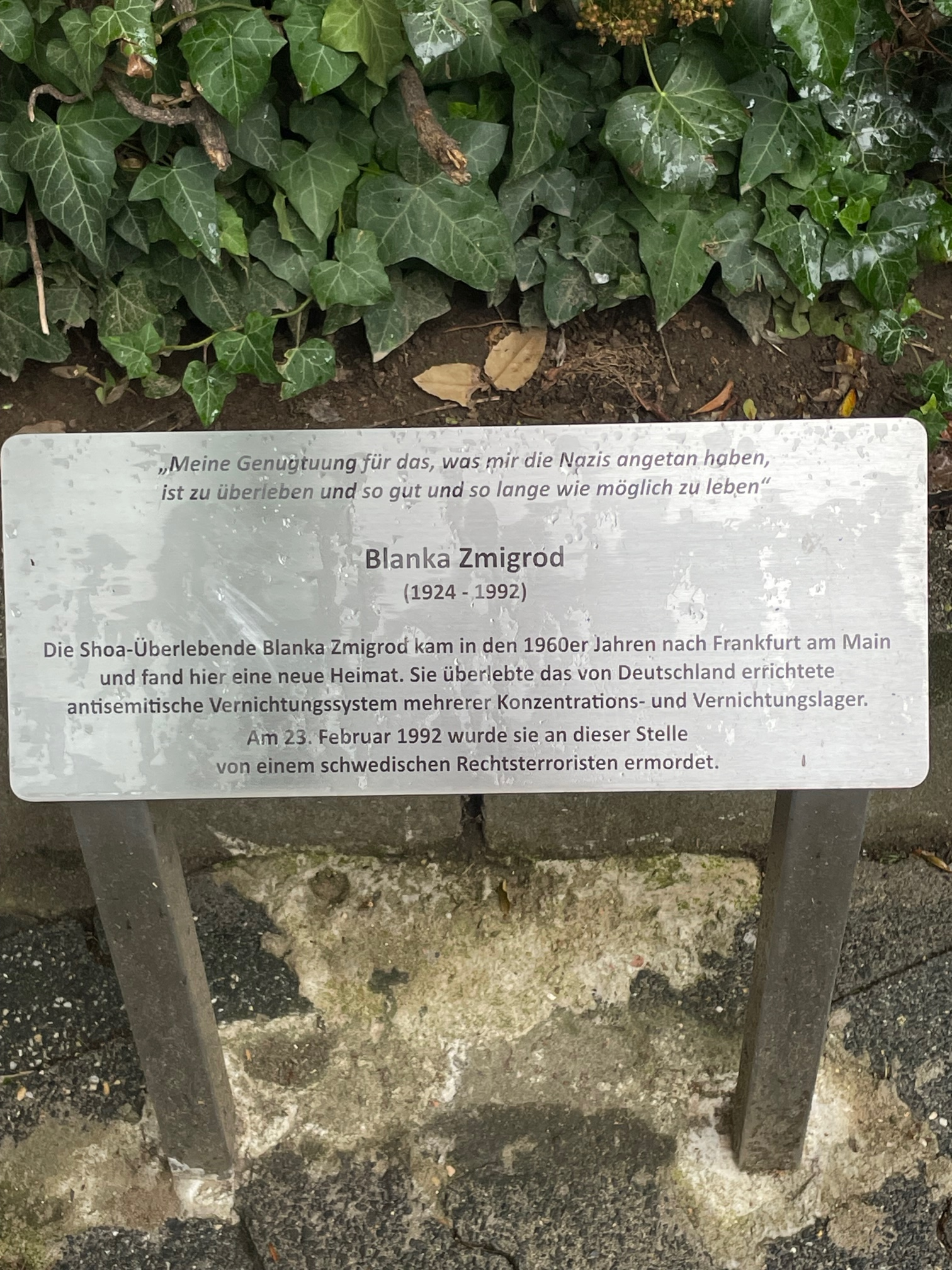
Gedenktafel für Blanka Zmigrod in Frankfurt, Ecke Kettenhofweg/Niedenau

Am 22. Januar 2021 startete Gerczikow eine change.org-Petition mit dem Titel Blanka Zmigrod Unvergessen!, die sich an Frankfurts Oberbürgermeister Peter Feldmann richtete. Darin forderte er ein Denkmal für die Holocaust-Überlebende Blanka Zmigrod, die 1992 von dem schwedischen Rechtsterroristen John Ausonios in Frankfurt erschossen wurde. Innerhalb kurzer Zeit gelang es Gerczikow mehr als 15.000 Unterschriften zu sammeln. Außerdem erhielt er die Unterstützung von Peter Feldmann und der Stadt Frankfurt bei der Umsetzung seines Vorhabens. Für den 29. Todestag Zmigrods, den 23. Februar 2021, organisierte Gerczikow eine Gedenkkundgebung am Tatort, an der rund 150 Menschen teilnahmen. Bis zu diesem Zeitpunkt hatten bereits mehr als 30.000 Menschen die Forderung nach einem Denkmal unterschrieben. Zum 30. Todestag im Jahr 2022 von Zmigrod wurde im Beisein von Oberbürgermeister Feldmann, Kulturdezernentin Ina Hartwig und Familienangehörigen Zmigrods eine Gedenktafel am Tatort eingeweiht.
Im Verlauf des Israel-Gaza-Konflikt 2021 kam es in mehreren deutschen Städten zu Pro-Palästina-Demonstrationen. Gerczikow berichtete von mehreren Demonstrationen in Berlin und veröffentlichte Beiträge, die die Teilnahme von Unterstützern der Hamas, der PFLP oder der türkischen Grauen Wölfe belegen. Im Nachhinein kritisierte Gerczikow die Sicherheitsbehörden und Medienberichte, weil es eine unzureichende Auseinandersetzung mit Islamismus und türkischem Rechtsextremismus gegeben habe. Weiterhin bemängelte er das Verhalten der Polizei, die bei antisemitischen Vernichtungsparolen nicht eingegriffen hatte.

## Auszeichnungen
Auf dem Kongress der World Union of Jewish Students 2019 in Jerusalem erhielt Gerczikow für seine Arbeit im Vorstand der Jüdischen Österreichischen HochschülerInnen den „Emerging Jewish Leader Award“. Auf dem ersten Online-Kongress der World Union of Jewish Students zwischen den Jahren 2020 und 2021 erhielt Gerczikow den Political Activist of the Year-Award für sein politisches Engagement im Kampf gegen antisemitische Verschwörungsmythen in der Corona-Krise und die Solidaritätskampagne der JSUD für die Opfer des Anschlags von Halle.

## Publikationen
- Dagegen halten. In: Laura Cazés (Hrsg.): Sicher sind wir nicht geblieben. Jüdischsein in Deutschland. S. Fischer, Berlin 2022, ISBN 978-3103971781.
- mit Monty Ott: „Wir lassen uns nicht unterkriegen.“ Junge jüdische Politik in Deutschland. Hentrich & Hentrich, Leipzig 2023, ISBN 978-3-95565-557-0.
- Der Feind vor meinem Haus. Polizeiverbindungen in die rechte Szene verunsichern jüdische Gemeinden. In: Matthias Meisner, Heike Kleffner (Hrsg.): Staatsgewalt. Wie rechtsradikale Netzwerke die Sicherheitsbehörden unterwandern. Herder 2023, ISBN 978-3-451-395963.
- christlich-jüdisches Abendland. In: Sebastian Pertsch (Hrsg.): Vielfalt. Das andere Wörterbuch. Dudenverlag, Berlin 2023, ISBN 978-3-411-75601-8, S. 64 f.

## Belege
1. ↑  Wir lassen uns nicht unterkriegen – Ein Gespräch mit Ruben Gerczikow und Monty Ott. 18. Juni 2023, abgerufen am 1. März 2024.
2. ↑  effzeh.com: Moschee auf dem Trikot des 1. FC Köln: Ein starkes Zeichen, doch nicht in alle Richtungen. In: effzeh.com. 12. August 2020, abgerufen am 5. Juni 2021 (deutsch).
3. ↑  Hannah Schultheiß: Antisemitismus: Mein Umfeld und ich verlieren das Vertrauen. In: Die Zeit. 6. Oktober 2020, ISSN 0044-2070 (zeit.de [abgerufen am 23. Februar 2024]).
4. ↑  Frankfurt lässt rechtsextreme Aufkleber im Westend entfernen. 29. August 2019, abgerufen am 24. Februar 2024.
5. ↑  Der Spiegel, Hamburg Germany: Ruben Gerczikow – Der Spiegel. Abgerufen am 1. März 2024.
6. ↑  Ruben Gerczikow. Abgerufen am 1. März 2024.
7. ↑  Monty Ott: Antisemitismus unter Coronaleugnern: Kitt der Demonstranten. In: Die Tageszeitung: taz. 29. Dezember 2020, ISSN 0931-9085 (taz.de [abgerufen am 5. Juni 2021]).
8. ↑  Differenzen der Erinnerung. 18. Februar 2021, abgerufen am 5. Juni 2021.
9. ↑  Ruben Gerczikow: Der antidemokratische Mob. 19. November 2020, abgerufen am 5. Juni 2021.
10. ↑  „Die Juden sind nicht kleinzukriegen“ – Jüdischer Widerstand gestern und heute. In: Kölnische Gesellschaft für Christlich-Jüdische Zusammenarbeit e. V. Abgerufen am 5. Juni 2021.
11. ↑  Felix Huesmann: Jüdische Politik in Deutschland: Monty Ott und Ruben Gerczikow mit neuem Reportagenband. 26. Februar 2023, abgerufen am 23. Februar 2024.
12. ↑  Rassistische Aufkleber verschandeln Frankfurt – Sticker rechtsextremer Gruppen im Westend. Abgerufen am 4. Juni 2021.
13. ↑  Frankfurt lässt rechtsextreme Aufkleber im Westend entfernen. 24. Juli 2019, abgerufen am 4. Juni 2021.
14. ↑  Hass und Hetze verschandeln Frankfurt weiterhin – STICKER RECHTSEXTREMER GRUPPEN IM WESTEND. Abgerufen am 4. Juni 2021.
15. ↑  Ordnungsamt soll gegen rechtsextreme Propaganda vorgehen | Namen & Neues | Tagesspiegel LEUTE Charlottenburg-Wilmersdorf. Abgerufen am 14. Juni 2021 (deutsch).
16. ↑  Anti-Israel-Demo in Berlin: Hass auf Juden! 25. September 2019, abgerufen am 5. Juni 2021.
17. ↑  Kommentar zur „Querdenken“-Demonstration: Schluss mit „Schwurblern“ – Dahinter steckt eine mörderische Ideologie. 31. August 2020, abgerufen am 4. Juni 2021.
18. ↑  Melissa Eddy: Jewish Students Aid Owners of Kebab Shop Hit in Synagogue Attack. In: The New York Times. 16. September 2020, ISSN 0362-4331 (nytimes.com [abgerufen am 4. Juni 2021]).
19. ↑  Thyra Veyder-Malberg: Gelebte Solidarität. 8. Oktober 2020, abgerufen am 4. Juni 2021.
20. ↑  Ein Gedenkort für Blanka Zmigrod. 21. Januar 2021, abgerufen am 4. Juni 2021.
21. ↑  hessenschau de, Frankfurt Germany: Student kämpft in Frankfurt für Gedenken an ermordete Jüdin. 23. Februar 2021, abgerufen am 4. Juni 2021.
22. ↑  Eugen El: Sichtbare Erinnerung an Blanka Zmigrod. 24. Februar 2021, abgerufen am 4. Juni 2021.
23. ↑  Frankfurt: Eine Gedenktafel für Blanka Zmigrod. Abgerufen am 20. April 2022.
24. ↑  „Ohrenbetäubendes Schweigen“ bei Antisemitismus. Abgerufen am 14. Juni 2021 (deutsch).
25. ↑  Jérôme Lombard: World Union of Jewish Students wählt neue Spitze. 4. Januar 2021, abgerufen am 4. Juni 2021.

| Personendaten    | Personendaten                    |
| ---------------- | -------------------------------- |
| NAME             | Gerczikow, Ruben                 |
| KURZBESCHREIBUNG | deutscher Aktivist und Publizist |
| GEBURTSDATUM     | 18. Januar 1997                  |
| GEBURTSORT       | Frankfurt am Main                |